# شاهيناز (ممثلة)
شاهيناز طه (20 فبراير 1948 - 18 نوفمبر 2018)، ممثلة مصرية.

## عن حياتها
بدأت مسيرتها بعام 1964، شاركت في العديد من الأفلام ومنها خلي بالك من زوزو والذي قدمت من خلالها دور صافي، وفي عام 1974 قدمت آخر أعمالها وهو فيلم آنسات وسيدات، والده كان يعمل موظف في البريد. وقد أشيع كثيرا أنها أخت الفنانة الكوميدية الكبيرة شويكار، ولكن بالعام 2020 تم نفي هذه الإشاعة من قبل تصريح للفنانة شويكار بأنها لا تربطها أي صلة عائلية بها وكل ما يروج بالإعلام عنهما هو مزيف.

## وفاتها
تُوفيت بعد صراعٍ مع المرض بتاريخ 18 نوفمبر 2018 عن عمرٍ يناهز 70 عامًا.

## أعمالها

### الأفلام
- 1964: المارد
- 1966: عدو المرأة
- 1966: المراهقة الصغيرة
- 1967: شباب مجنون جدا
- 1967: شاطئ المرح
- 1967: إضراب الشحاتين
- 1968: مطاردة غرامية
- 1968: 7 أيام في الجنة
- 1969: كيف تتخلص من زوجتك
- 1970: لسنا ملائكة
- 1971: سيدة الأقمار السوداء
- 1972: خلي بالك من زوزو
- 1972: جنون المراهقات
- 1973: ملكة الحب
- 1973: زمان يا حب
- 1973: البنات والمرسيدس
- 1974: آنسات وسيدات

### المسلسلات
- 1965: لا تطفئ الشمس
- 1966: الأبواب المغلقة
- 1967: نوسة
- 1967: عصفور من الشرق
- 1967: بيار الملح

### المسرحيات
- 1970: مطار الحب

## روابط خارجية
- شاهيناز على موقع قاعدة بيانات الأفلام العربية